# Монте-Урано
Монте-Урано (італ. Monte Urano) — муніципалітет в Італії, у регіоні Марке,  провінція Фермо.
Монте-Урано розташоване на відстані близько 180 км на північний схід від Рима, 50 км на південь від Анкони, 6 км на північний захід від Фермо.
Населення — 8343 особи (2014).
Щорічний фестиваль відбувається 8 травня. Покровитель — святий Архангел Михаїл.

## Демографія
Населення за роками:

Станом на 1 січня 2023 року в муніципалітеті офіційно проживало 900 іноземців з 38 країн, серед них 138 громадян країн Євросоюзу та 13 громадян України.

## Сусідні муніципалітети
- Фермо
- Монтегранаро
- Сант'Ельпідіо-а-Маре
- Торре-Сан-Патриціо